# 交響曲第1番 (ラフマニノフ)
交響曲第1番（こうきょうきょくだい1ばん）ニ短調作品13はロシアの作曲家、セルゲイ・ラフマニノフが最初に完成させた交響曲である。1895年8月30日に完成され、2年後の1897年3月15日にペテルブルクでアレクサンドル・グラズノフ指揮ロシア交響楽協会によって初演された。
この作品よりも前に1楽章だけ書かれた交響曲があり、ユース・シンフォニーと呼ばれる（作品番号なし）。

## 概説

### 作曲の経緯
ラフマニノフは早くから交響曲の作曲に意欲を見せ、モスクワ音楽院在学中の1891年に最初のニ短調の交響曲を書き始めた。しかしこの試みは第1楽章を完成させた時点で挫折し、未完のままに終わった。この作品は現在ユース・シンフォニーとして知られている。
彼は卒業後の1895年になって再び同じニ短調で交響曲の作曲に取り組み始めた。途中病気による遅れがあったものの、同年8月30日に全4楽章を完成させた。楽譜にはエピグラフとして『新約聖書』の『ローマの信徒への手紙』からの一節が引用されている。献辞として「A. L. に」とイニシャルだけが記されているが、この「A. L.」とは当時ラフマニノフと恋愛関係にあったといわれるアンナ・ロドィジェンスカヤのことであろうと推測されている。アンナはロマの血を引く年上の人妻で、夫のピョートル・ロドィジェンスキーは「ジプシー奇想曲」作品12（1894年）の献呈先である。

### 失敗に終わった初演

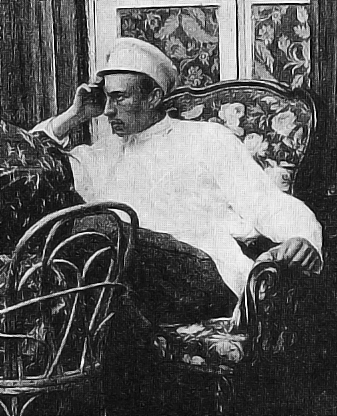
ラフマニノフ、1897年

初演は2年後の1897年3月15日にペテルブルクでアレクサンドル・グラズノフの指揮により行われたが、よく知られるようにこの初演は記録的な大失敗に終わった。演奏終了直後から会場は騒然となり、罵詈雑言が飛び交ったという。ロシア5人組の一人であったツェーザリ・キュイは、翌々日の新聞でこの曲にかんして「もし地獄に音楽学校があったなら、そこのラフマニノフ君のような才能ある学生の一人が旧約聖書の「十の災い」の物語を題材にこの交響曲を作曲するだろう。彼は華麗に任務を遂行し、地獄の住人を大いに喜ばせるだろう。私たちに、この音楽は以下のものとともに邪悪な印象を残した。それらは「破綻したリズム」「不明瞭で漠然とした形式」「同じ身近な技法の無意味な繰り返し」「管弦楽の鼻にかかった音」「低音の曲解された崩壊」に「作品全てに覆う病的にひねくれたハーモニー」と「メロディックとは似て非なるアウトライン」そして「単純さと自然さの完全なる欠如」「テーマの完全なる欠如」である。」と酷評した。
この失敗の原因は、一説には初演の指揮を担当したグラズノフの無理解と放漫な演奏によるものといわれ、ラフマニノフ自身それを初演の失敗の原因の一つとしている。
この交響曲の創作に並々ならぬ情熱と労力を注いでいたラフマニノフは初演の失敗により精神的に大きな打撃を受け、楽譜は本人により出版禁止となった。その失望の深さは、1901年に2台のピアノのための組曲第2番とピアノ協奏曲第2番を書き上げるまで、ごくわずかの作品を除き作曲ができなくなるほどであった。

### 作品のその後
初演の際の手痛い精神的な打撃にもかかわらず、ラフマニノフはこの作品に愛着があったようで、楽譜をモスクワの自宅に仕舞い込み、たびたび「いつか改訂したい」と語っていた。しかし1917年のロシア革命に伴う混乱で楽譜を自宅に置いたまま亡命したため、楽譜は行方不明となり、改訂の夢はかなわなかった。その後、彼は最後の作品となった『交響的舞曲』（1940年）の第1楽章のコーダにこの曲の主題をより洗練された手法で引用している。
この曲が再び注目されることになったのは、作曲者没後の1945年に音楽批評家のアレクサンドル・オッソフスキーによってレニングラードの国立図書館で初演の際のパート譜一式が発見されたのがきっかけだった。それをもとにスコアが復元され、同年10月17日、モスクワ音楽院大ホールにおいて、アレクサンドル・ガウク指揮ソヴィエト国立交響楽団により復活初演された。初演は大成功に終わり、ロシアにおけるラフマニノフの評価が再燃することになった。楽譜は1947年にソヴィエト国立音楽研究所から出版され、1948年にユージン・オーマンディ指揮フィラデルフィア管弦楽団によって演奏されたことなどにより、世界的に知られるようになった。

## 編成
ピッコロ、フルート2、オーボエ2、クラリネット2、ファゴット2、ホルン4、トランペット3、トロンボーン3、テューバ、ティンパニ、大太鼓、小太鼓、シンバル、トライアングル、タンバリン、タムタム、弦楽合奏

## 構成
以下の四つの楽章から構成される。演奏時間約42分。
第1楽章 Grave - Allegro ma non troppo
ニ短調 4/4拍子、ソナタ形式。
重々しいGraveの短い序奏で開始される。冒頭の管によるモティーフは全楽章通して重要な役割を果たす。すぐにAllegro ma non troppoの主部となり、弦の軽妙なリズムに乗って第1主題がクラリネットで提示される。いくつかの動機をだして発展して落ち着くと、Moderatoに減速してヴァイオリンに経過句が出てからオーボエが第2主題を提示する。これがいきなり序奏の動機で打ち破られると展開部となる。ここでは主に第1主題を扱って発展してゆく。そのまま再現部となり第1主題が自由な形で再現される。第2主題も続くが、やはり序奏の動機で打ち破られるとコーダに入ったことになる。第1主題の断片が次々と奏されて盛り上がって力強く曲を閉じる。
第2楽章 Allegro animato
ヘ長調 3/4拍子、ロンド形式(A-B-A-C-A-B-A-Coda)。
第1楽章に基づく短い導入の後、弱音器をつけた第1ヴァイオリンで主要主題が提示される。第2副主題も第1楽章の序奏に基づく動機が現れている。
第3楽章 Larghetto
変ロ長調 3/4拍子、三部形式。
やはり第1楽章の序奏に基づく導入の後、クラリネットにより主要主題が提示される。オーボエ、フルート、第1ヴァイオリンの順に受け継がれてゆく。中間部ではホルンの和音の刻みと弦楽器が絡んで発展する。
第4楽章 Allegro con fuoco - Largo
ニ長調 3/4拍子、序奏付き複合三部形式。
やはり第1楽章の序奏に基づく導入で、これまでのそれと比べて長めである。導入に基づく主要主題が現れ、これまでの楽章で出た要素を用いて多彩な発展が行われる。中間部は第2、第3楽章に基づくものである。やがて再現部となり主要主題が回帰し盛り上がる。休符を挟んでコーダとなり、第1楽章を想起しながら力強く曲が結ばれる。
四つの楽章全ての開始が上行形の三連符であることや、後続楽章において先行楽章の動機が素材として扱われること、そして第1楽章の序奏が終楽章コーダに帰結することによって楽曲全体の統一を図っている。また第1楽章のフガートをはじめ全曲にわたり対位法の技巧が駆使されており、拡大された打楽器群を活用した管弦楽法も含め、作品に対しての若きラフマニノフの野心がうかがえる。
作品にはズナメニ聖歌と呼ばれる正教会聖歌の巧みな利用や、ロマ音楽からの影響が指摘できる。ラフマニノフの初期作品には作品12のジプシー奇想曲やモスクワ音楽院の卒業制作の『アレコ』のように、ロマ音楽の影響を色濃く留めたものがこの曲のほかにも見られる。全曲の中心的なモチーフの一つがグレゴリオ聖歌「怒りの日」の冒頭四音と共通しており、このあともラフマニノフは類似の音型をくりかえし取り上げているが、正教会の音楽しか勉強していないラフマニノフが「怒りの日」そのものを詳しく知ったのは合衆国へ移住後の晩年になってからである。